# Pozole

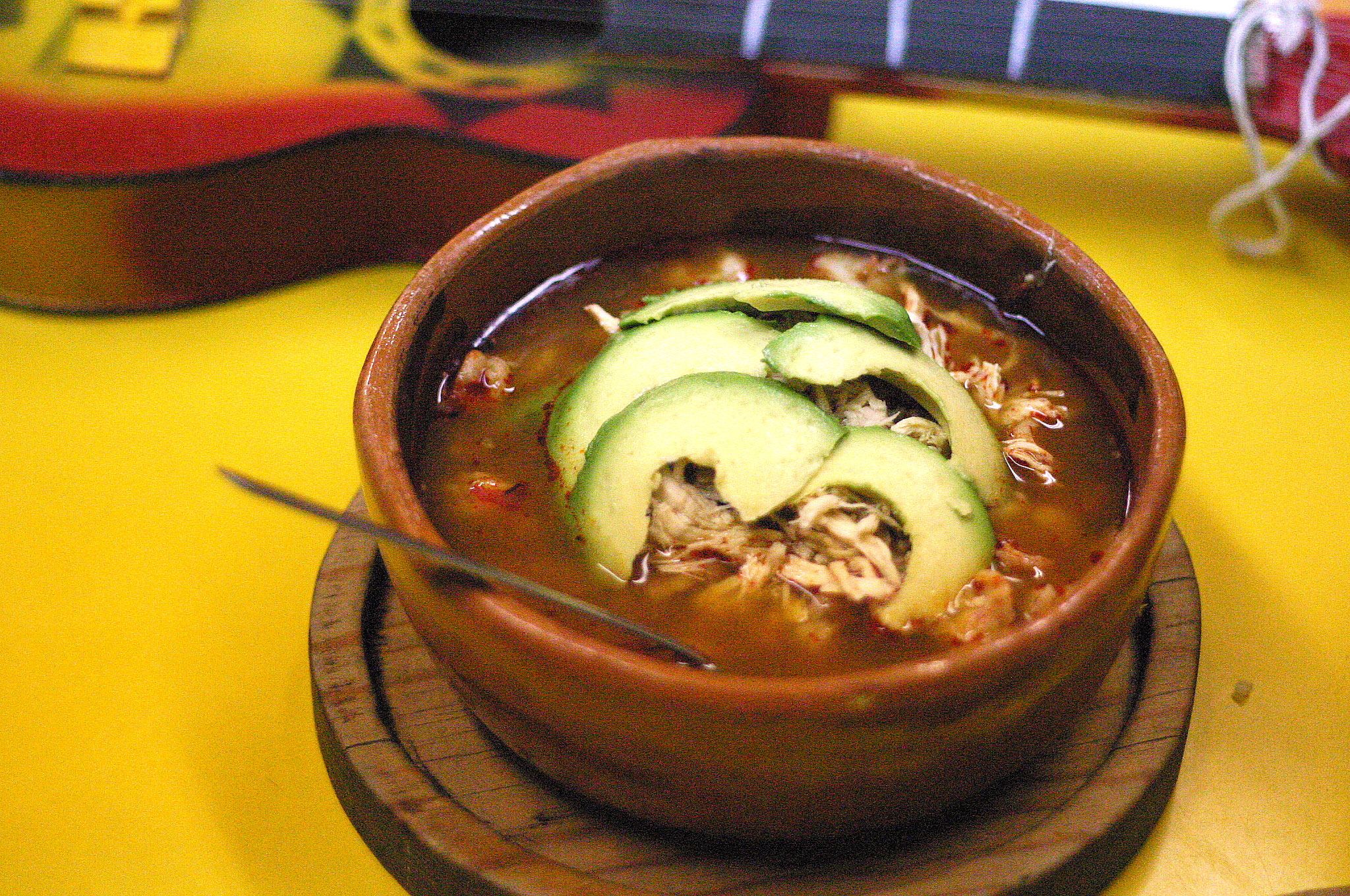
Pozole

Pozole mexikansk soppa gjord på vit svullen kalkad majs (kallad cacahuazintle) med kyckling och/eller svinkött, eller vegetarisk. Pozole serveras som ensam rätt och den kan vara "vit" (utan chili) eller röd (med chilisås som vanligtvis är gjort av Guajillo-chili). Man brukar också lägga till rå lök, Pequin-chili, oregano, lime, strimlad sallad, rädisa och krossade tostadas. Namnet kommer från nahuatl och betyder skumma eller koka majs.